# Балдо Косић
Балдо, Балтазар или Валтазар Косић (Дубровник, 5. октобар 1829 – Дубровник, 18. јануар 1918) је био зоолог, колекционар, природњак, управник, кустос и препаратор Природословног музеја у Дубровнику.

## Биографија
Завршио је студије у Ђенови. Након тога је радио као професор у Которској гимназији.
После смрти Антуна Дропца је постао нови управник Домородног (касније Природословног) музеја у Дубровнику. Посветио се проширењу и уређивању музеја. У прикупљању збирке су му посебно помагали поморци, рибари и ловци. Успео је да сакупи готово целокупуну збирку риба, водоземаца, гмизаваца, птица и сисара дубровачког краја. Био је вешт дермопластични препаратор и детаљно је водио записник о свим новим препаратима у Музеју.
Направио је вредну збирку птица с 420 примерака. Осим детаљне систематизације и стручне обраде, своја запажања је размењивао с другим домаћим и страним природњацима и тако успоставио мрежу познанстава, која је наредних деценија била од користи научницима.
Збирка риба на Биолошком институту у Дубровнику су углавном његови препарати.
Бавио се и нумизматиком. Саставио је и објавио попис новца и медаља из музејске збирке, а писао је и о културним споменицима Дубровника.
Његов истраживачки рад је извор података о урбанистичком развоју Дубровника и целокупном културном развоју. У писању се посебно истичу употреба дубровачких назива и природњачког речника. Писао је краснописом на дуровачком дијалекту. Обрадио је номенклатуру дубровачке фауне, посебно птица и риба. Осим детаљног описа сталних и честих врста птица у Дубровнику и околини, описао је и ретке примерке. Саставио је абецедни попис 175 врста риба, с латинским називима, подацима о станишту, начину лова и друго. Издао је седамнаест научних радова. Своје радове је објављивао у Гласнику Наравословног друштва, Раду ЈАЗУ и Срђу.
У свом делу „Рибе дубровачке“ је навео 191 врсту риба.
Природословни музеј, од његове смрти, па све до све до 1953. није имао препаратора.

## Дела
- Грађа за дубровачку номенклатуру и фауну птица (1888)[1]
- Птице Дубровника и околице (1901)[1]
- Рибе дубровачке (1903)[1]